# Platonisk legeme
Et platonisk legeme er et konvekst polyeder hvor samtlige sideflader udgøres af kongruente regulære polygoner, og sådan at det samme antal sideflader mødes ved hvert hjørne. Sammenlign med Kepler-Poinsot legemerne, som ikke er konvekse, og de archimediske og johnson legemer, som ikke selv er regulære, selv om de er lavet af regulære polygoner.
Der er fem platoniske legemer, som alle var kendt af oldgrækerne:
Navnene på legemerne kommer fra det græske ord for antallet F af flader.
Bemærk i øvrigt at hvert legeme opfylder H-K+F=2 i overensstemmelse med Eulers polyedersætning.

## Begrænset antal platoniske polyedre
| Navn og billede                 | Fladepolygon | Antal sideflader, F | Antal kanter, K | Antal hjørner, H | Type af hjørne | Symmetrigruppe |
| ------------------------------- | ------------ | ------------------- | --------------- | ---------------- | -------------- | -------------- |
| tetraeder (Animation)           | trekant      | 4                   | 6               | 4                | 3              | Td             |
| terning (heksaeder) (Animation) | kvadrat      | 6                   | 12              | 8                | 3              | Oh             |
| oktaeder (Animation)            | trekant      | 8                   | 12              | 6                | 4              | Oh             |
| dodekaeder (Animation)          | femkant      | 12                  | 30              | 20               | 3              | Ih             |
| ikosaeder (Animation)           | trekant      | 20                  | 30              | 12               | 5              | Ih             |

Det er let at vise, at der kun er fem sådanne tredimensionale legemer. For at danne et hjørne må mindst tre af sidefladerne mødes i et punkt, og den totale sum af sidefladernes hjørner må være mindre end 360 grader, dvs. hjørnerne af sidefladen må være mindre end 120 grader. De eneste polygoner, der møder disse begrænsninger, er trekanten, kvadratet og femkanten.
- Triangulære sideflader: hvert hjørne af en trekant er 60 grader, derfor bør en form være mulig med 3, 4 eller 5 trekanter, der mødes i hvert hjørne; disse er tetraedret, oktaedret og ikosaedret.
- Kvadratiske sideflader: hvert hjørne af et kvadrat er 90 grader, derfor er der kun en mulig ordning med tre sideflader ved et hjørne, dvs. terningen.
- Femkantede sideflader: hvert hjørne er 108 grader, og igen er der kun en mulig ordning med tre sideflader ved et hjørne: dodekaedret, og dette udtømmer listen af regulære, tredimensionelle legemer.

## Duale polyedre
Bemærk, at hvis man forbinder midtpunkterne af sidefladerne på en tetraeder, får man et andet tetraeder. Hvis man forbinder midtpunkterne af sidefladerne på et oktaeder, får man en terning, og omvendt. Hvis man forbinder midtpunkterne på et dodekaeder, får man et ikosaeder, og omvendt. Disse par siges at være duale polyedre.

## Oprindelsen til navnet
De platoniske legemer er navngivet efter Platon, som beskrev dem i Timæus. Platon lærte om disse legemer fra sin ven Theætetus. Konstruktionerne af disse legemer er inkluderet i Bog XIIII af Euklids Elementer. Påstand 13 beskriver konstruktionen af tetraederet, påstand 14 beskriver oktaederet, påstand 15 terningen, påstand 16 ikosaederet, og påstand 17 dodekaederet.

## Oldgammel formalisme
Platon forestillede sig de fire klassiske elementer (luft, vand, jord og ild) som atomer for de geometriske former på fire af de fem platoniske legemer, som var opdaget af pythagoræerne (refereret i dialogen i Timæus). Disse er naturligvis ikke atomernes sande former, men det viser sig, at de danner nogle af de sande former for pakkede atomer og molekyler, nemlig krystaller: Mineralet (sten)salt (natriumklorid) findes som kubiske krystaller; fluorit (kalciumfluorid) findes som oktaedre; og pyrit som dodekaedre (se brug nedenfor).
Dette begreb forbandt ild med tetraedret, jord med terningen, luft med oktaedret og vand med ikosaedret.
Om det femte platoniske legeme, dodekaedret, bemærker Platon dunkelt, "...guden brugt til at arrangere konstellationerne på hele himlen" (Timæus 55). Han vidste ellers ikke, hvad han skulle med det. Aristoteles tilføjede et femte element, aithêr (æther på latin, "æter" på dansk) og foreslog, at himlene var lavet af dette element, men han havde ingen interesse i at kombinere det med Platons ubrugte femte element.

## Anden symbolisme
Historisk set fulgte Johannes Kepler renæssancevanen med at lave matematiske korrespondancer (baseret på idéer i henhold til sfærernes musik osv.) og identificerede de fem platoniske legemer med de fem planeter – Merkur, Venus, Mars, Jupiter og Saturn. Derved genoplivede han sammenligningen med de fem klassiske elementer. (Jorden, Månen og Solen blev ikke betragtet som planeter.)

## Indskrevne platoniske polyedre
Når de platoniske polyedre er indskrevet i en kugleflade, fylder de de følgende procentdel af denne kugles volumen:
- Tetraeder: 12,2518%
- Terning: 36,7553%
- Octaeder: 31,8310%
- Dodekaeder: 66,4909%
- Ikosaeder: 60,5461%

Stik mod den umiddelbare forventning fylder dodekaedret påfaldende nok mere af kuglens rumfang end det tilsyneladende mere kuglerunde ikosaeder.

## Brug
Formene er brugt til at lave terninger til spil, lige siden oldtiden. Da hver side af et platonisk legeme har samme areal, er der lige stor sandsynlighed for at sådanne terninger lander på en tilfældig side. Heksagonale terninger med seks flader er meget almindelige (derfor navnet "terning" for ikke-terningeformede terninger), og de andre legemer bruges tit i bordrollespil. I den sammenhæng betegnes terningerne tit med et d (af engelsk: die for terning), fulgt af antallet af sideflader (d4, d6, d8, d12 og d20).
Tetraedret, heksaederet (terning) og oktaedret findes naturligt i krystalstrukturer. Dodekaedret er kombinatorisk identisk med pyritoedret (sådan at begge har tolv femkantede sideflader), som er en af de mulige krystalstrukture for pyrit. Pyritoedret er dog ikke et regulært dodekaeder, men har i stedet samme symmetri som terningen.
- De fem platoniske legemer brugt til terninger.
- Ikosaeder med græske tegn. Fra det gamle Ægypten (c. 200 f.Kr-400 e.Kr.).
- Fluorit (CaF2) danner ofte oktaeder krystaller.
- Pyrit (FeS2) danner naturligt heksaeder krystaller.
- Model for kemiske bindinger i molekyler (dodekaeder).
- Ikosaeder omrids vist i rødt